# Сосунково
Сосунково — деревня в Зубцовском районе Тверской области. Входит в состав Зубцовского сельского поселения.

## География
Находится в южной части Тверской области на расстоянии приблизительно 7 км на запад-северо-запад по прямой от районного центра города Зубцов.

## История
Деревня была отмечена (как Сунково) еще на карте Менде (состояние местности на 1848 год). В 1859 году здесь (деревня Зубцовского уезда Тверской губернии) было учтено 9 дворов, в 1939 — 26. Ныне имеет дачный характер.

## Население
Численность населения: 91 человек (1859 год), 0 в 2002 году, 1 в 2010.